# Markus Schupp
Markus Schupp (Idar-Oberstein, Alemania Federal, 7 de enero de 1966) es un ex-futbolista alemán, que actualmente ejerce de entrenador. Se desempeñaba como mediocampista.

## Clubes

### Jugador
| Club                 | País             | Año         | Partidos | Goles |
| 1. FC Kaiserslautern | Alemania Federal | 1984 - 1991 | 177      | 16    |
| SG Wattenscheid 09   | Alemania         | 1991 - 1992 | 37       | 8     |
| FC Bayern de Múnich  | Alemania         | 1992 - 1995 | 91       | 12    |
| Eintracht Frankfurt  | Alemania         | 1995 - 1996 | 30       | 4     |
| Hamburgo SV          | Alemania         | 1996 - 1997 | 16       | 0     |
| FC Basel             | Suiza            | 1997        | 6        | 0     |
| SK Sturm Graz        | Austria          | 1997 - 2001 | 128      | 5     |

### Entrenador
| Club                 | País     | Año         |
| -------------------- | -------- | ----------- |
| SV Wacker Burghausen | Alemania | 2004 - 2006 |
| Karlsruher SC        | Alemania | 2009 - 2010 |

## Palmarés
1. FC Kaiserslautern
- Bundesliga: 1990-91
- Copa de Alemania: 1990

FC Bayern Múnich
- Bundesliga: 1993-94

- Datos: Q622170
- Multimedia: Markus Schupp / Q622170